# Alcubilla de Nogales
Alcubilla de Nogales ist ein nordwestspanischer Ort und eine Gemeinde (municipio) mit nur noch 108 Einwohnern (Stand: 2024) im Süden der Provinz Zamora in der Autonomen Gemeinschaft Kastilien-León. 

## Lage und Klima
Alcubilla de Nogales liegt am westlichen Rand der Kastilischen Hochebene (Meseta Iberica) in einer Höhe von ca. 775 m. Die Provinzhauptstadt Zamora ist gut 75 Kilometer (Fahrtstrecke) in südsüdöstlicher Richtung entfernt. 
Das gemäßigte Kontinentalklima wird nur selten vom Atlantik beeinflusst.

## Bevölkerungsentwicklung
| Jahr      | 1970 | 1981 | 1991 | 2001 | 2011 | 2021 |
| Einwohner | 386  | 299  | 262  | 191  | 146  | 117  |

## Sehenswürdigkeiten

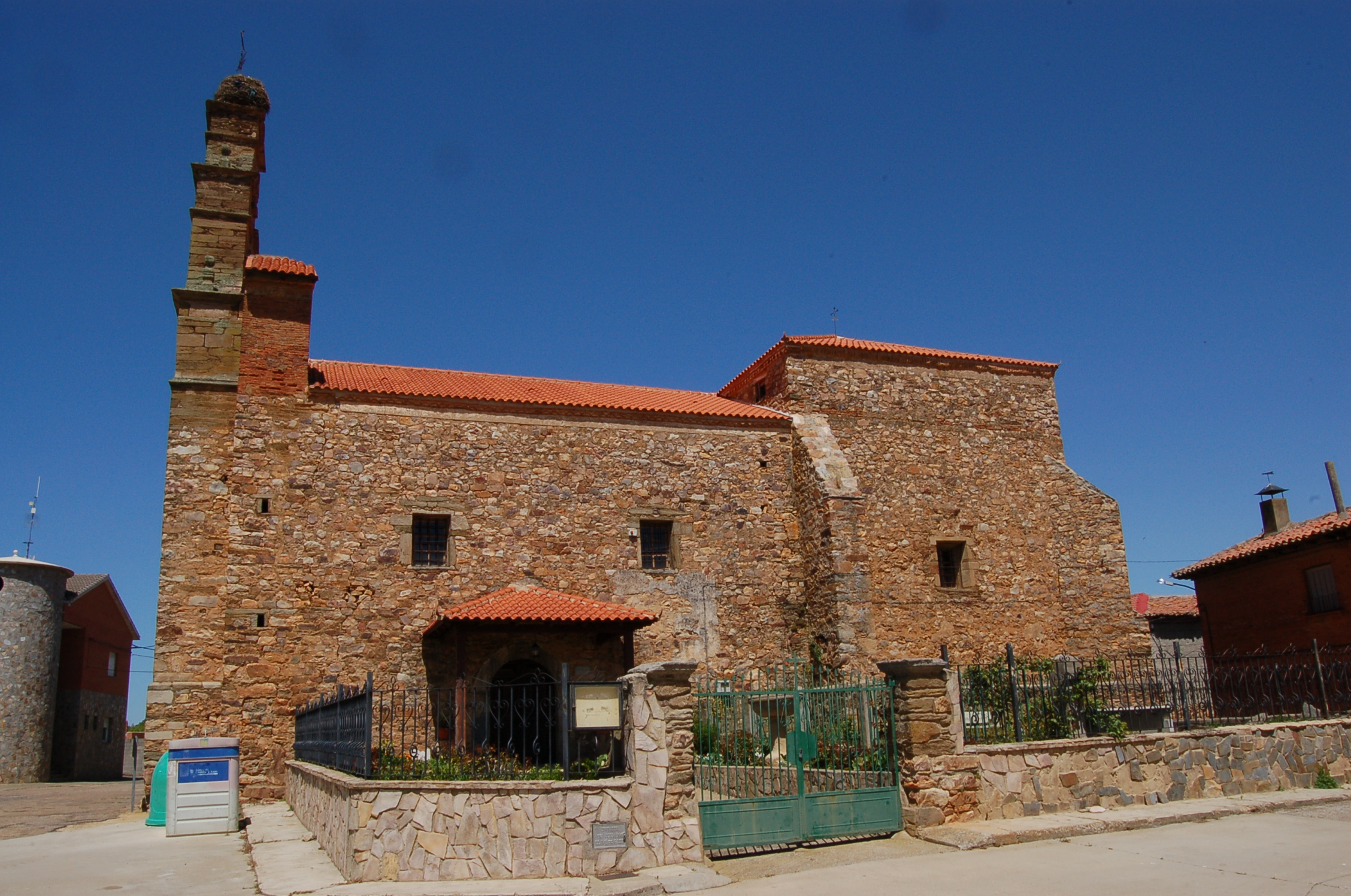
Verisimuskirche
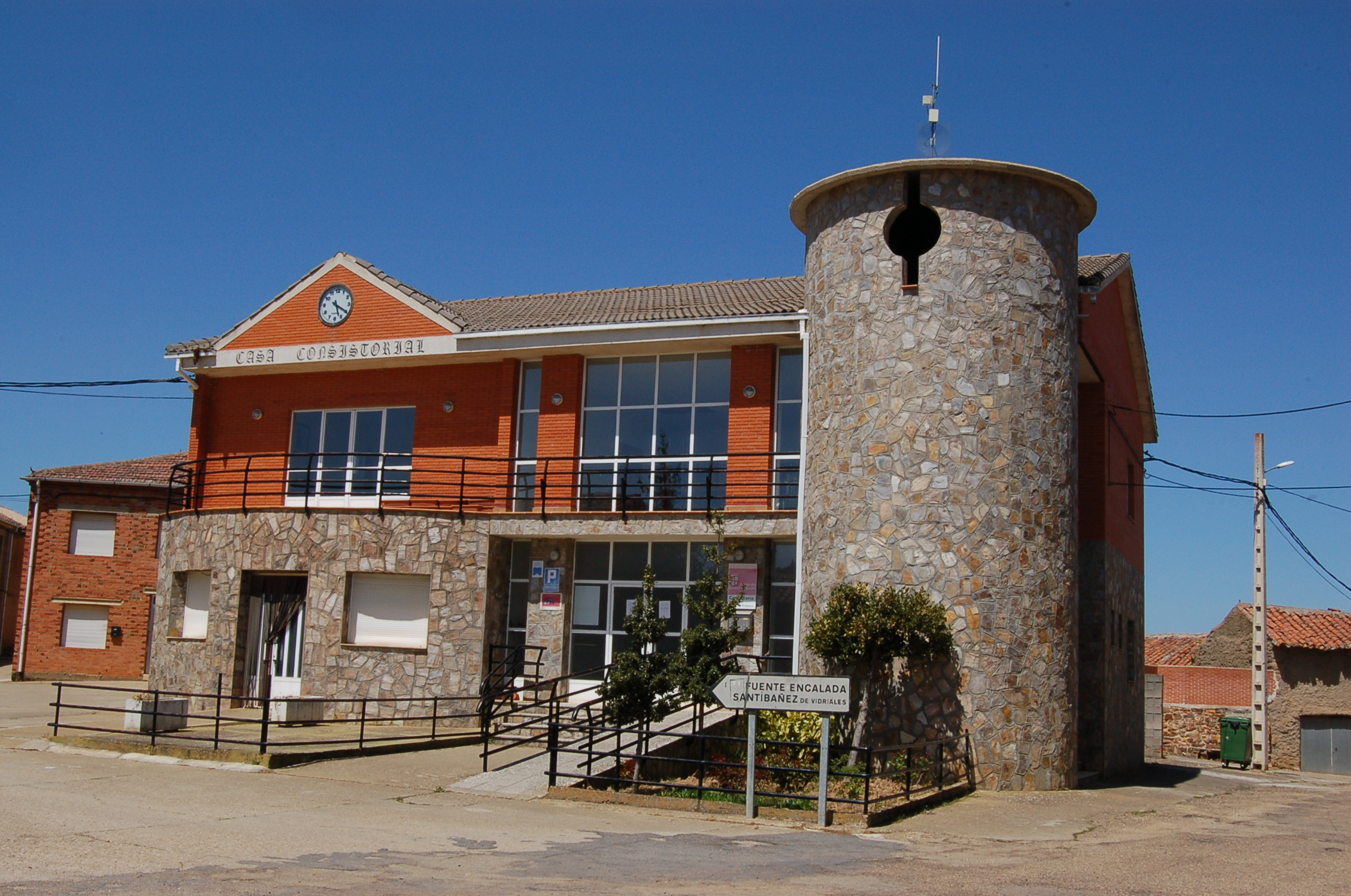
Rathaus

- Verisimuskirche
- Rathaus